# Pseudione brandaoi
Pseudione brandaoi là một loài chân đều trong họ Bopyridae. Loài này được Brian & Dartevelle miêu tả khoa học năm 1941.